# Restaurant Sant Antoni

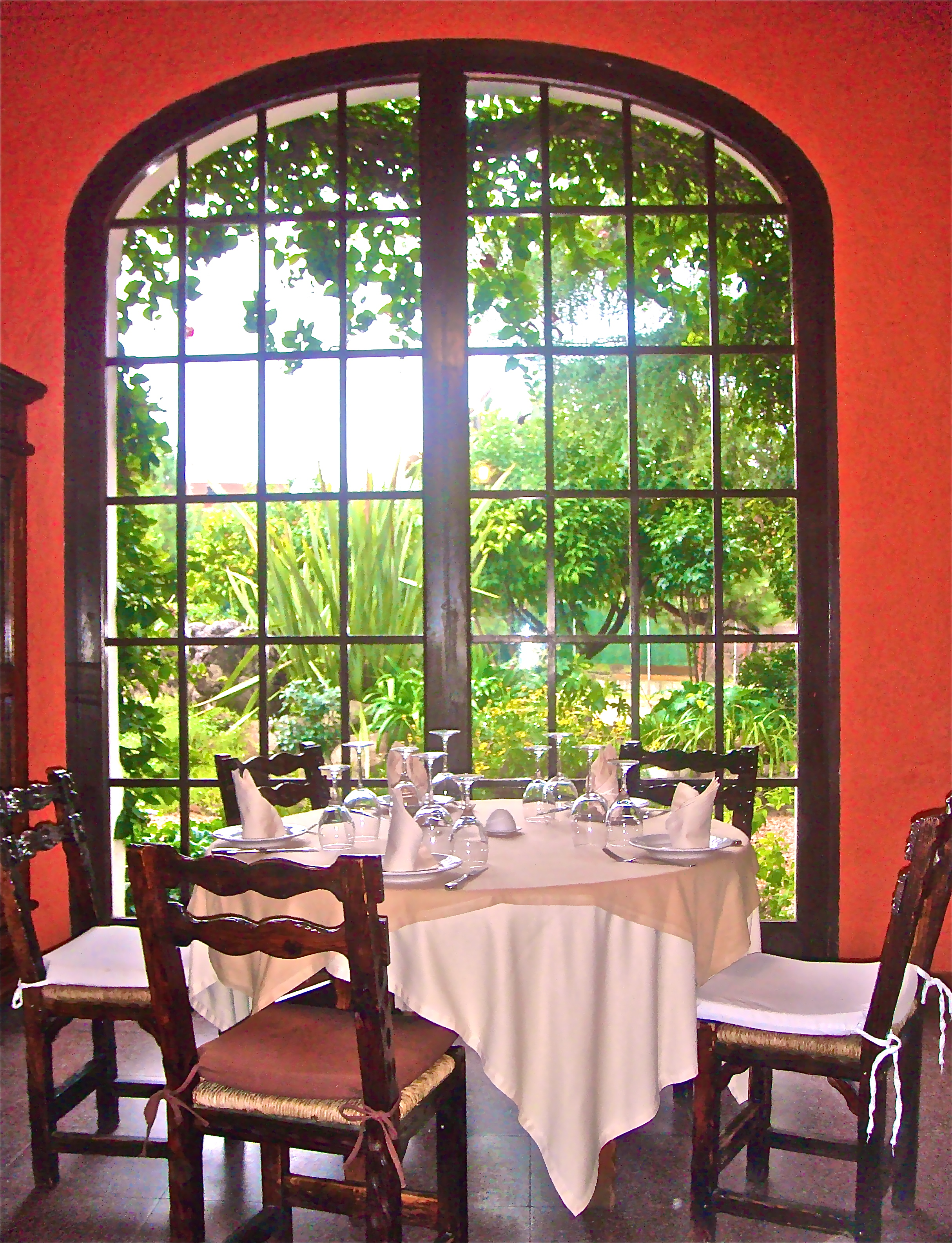
Taula amb vistes

El Restaurant Sant Antoni és un restaurant de cuina catalana de Premià de Dalt (Maresme), ubicat en una masia de l'any 1942. L'estil de cuina és creatiu i modern, basat en la tradició i productes catalans de temporada.
El restaurant va prendre el nom del mosaic de Sant Antoni de Pàdua que hi ha a l'entrada de la masia, ja que llavors era tradicional col·locar un sant a les façanes. Abans de ser restaurant va ser un hostal amb habitacions per a turistes a la planta alta, mentre que a la planta baixa hi dormia la família propietària i també s'hi trobava un petit bar.
Des del 1983 fins al 2000, va tenir menció a la Guia Michelin, fet que va donar a conèixer Premià de Dalt arreu del món. També va ser destacat a diaris com l'Avui, on Josep Urgellès va suggerir el restaurant pels seus plats selectes, la seva professionalitat en la restauració i per la seva bellesa senzilla i acollidora. El diari El Periódico publicà menció al Diploma que el restaurant Sant Antoni rebé del Departament de Comerç i Consum de la Generalitat. També rebé el diploma Turístic de Catalunya en reconeixement de la seva contribució al turisme de Catalunya. El crític Rodrigo Mestres d'El Periódico explicà l'any 1992 que el restaurant disposa d'una bona cuina amb receptes originals. El diari La Vanguardia va incloure l'any 1990 crítiques excel·lents gràcies al seu esforç, la seva qualitat, naturalitat i originalitat en els aliments i en el servei.
El negoci sempre va ser de la família. Maria Pallicer Ribas i la seva filla Enriqueta Coloreda Pallicer vivien a Orrius, com que a l'any 1920 la vida no hi era fàcil, la Maria va comprar una finca en la qual va començar a fer la masia de zero. La Figarola era una vinya amb garrofers, vinyes, atmelles i figueres.
Ricard Planas Laffitte, marit de Maria Teresa Serra, filla de l'Enriqueta Coloreda Pallicer propietària se la finca «La Figuerola» treballava des de ben petit a l'obra fent de paleta així que va modificar la masia a poc a poc fins a deixar de ser un hostal i dedicar finalment la planta baixa al restaurant i la primera planta esdevindria l'habitació de la família.
A la cuina, Ricard va trobar la seva veritable passió i vocació. El 2006 li van diagnosticar Alzheimer. A partir d'aquí, el seu fill gran, Ricard Planas Serra, no va saber continuar amb la feina del seu pare i el negoci va decaure i finalment es va traspassar a persones que no eren de la família. Després d'uns anys, en els quals varen passar diversos propietaris, al 2010, Enric Planas Serra, fill petit dels propietaris de la finca, Ricard Planas Laffitte i Maria Teresa Serra Coloreda, decideix agafar el negoci. S'hi poden degustar els arrossos de la recepte del Ricard Planas Laffitte, carns a la brassa i altres especialitats de la família.